# Incident du détroit de Corfou
Ne doit pas être confondu avec Incident de Corfou.
Guerre froide
L’incident du détroit de Corfou se réfère à trois événements distincts qui ont eu lieu en 1946 dans le détroit de Corfou, et qui ont impliqué des navires de la Royal Navy. Ces trois incidents sont considérés comme une manifestation précoce de la guerre froide. 

## Contexte géographique
Le détroit de Corfou est un détroit qui sépare les côtes de l'Albanie et l'île grecque de Corfou. Celui-ci représente un point stratégique puisqu'il est un passage entre la mer Adriatique au nord à la mer Ionienne au sud. Il est utilisé par le transport local pour l'Albanie et la Grèce vers les ports de Saranda et Igoumenitsa.

## Déroulement des incidents

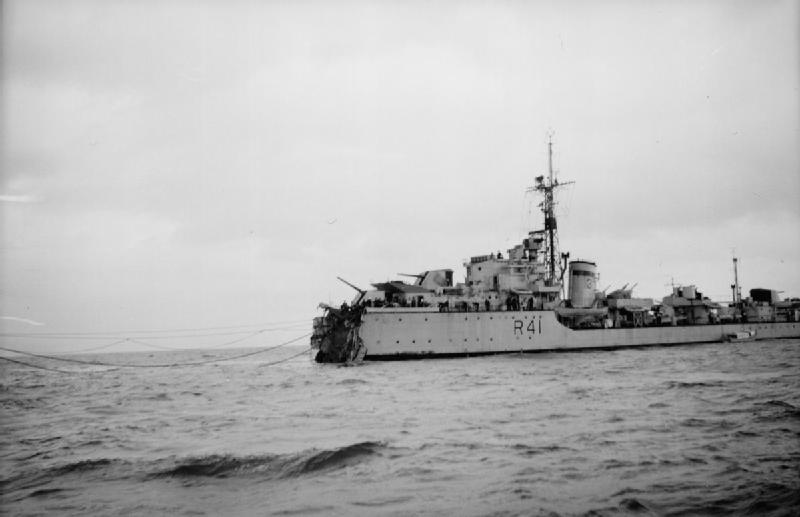
Le HMS Volage endommagé après avoir été touché par une mine, octobre 1946.

Lors du premier incident, le 15 mai 1946, deux navires de la Royal Navy, les croiseurs HMS Orion et HMS Superb, viennent sous le feu des fortifications albanaises.
Le second incident, le 22 octobre 1946, implique une flottille de la Royal Navy. Le HMS Saumarez et le HMS Volage (en) sont touchés par des mines, causant la mort de 44 marins britanniques.
Le troisième incident se produit les 12 et 13 novembre 1946, lorsque la Royal Navy mène des opérations de déminage dans le détroit de Corfou, mais dans les eaux territoriales albanaises ; l’Albanie s’en plaint à l'ONU. 
Cette série d'incidents a conduit à l'affaire du détroit de Corfou (en), qui voit le Royaume-Uni introduire une plainte contre la république populaire socialiste d'Albanie devant la Cour internationale de justice d'après la résolution 22 du Conseil de sécurité des Nations unies. La Cour a rendu une décision en vertu de laquelle l'Albanie doit payer 844 000 £ au Royaume-Uni. En raison de ces incidents, le Royaume-Uni rompt les pourparlers avec l'Albanie visant à établir des relations diplomatiques entre les deux pays. Les relations diplomatiques ne sont finalement restaurées qu'en 1991.